# IHL 1946/47
Die Saison 1946/47 war die zweite reguläre Saison der International Hockey League. Während der regulären Saison bestritten die fünf Teams jeweils 28 Spiele. In den Play-offs setzten sich die Windsor Spitfires durch und gewannen den ersten Turner Cup in ihrer Vereinsgeschichte.

## Teamänderungen
Folgende Änderungen wurden vor Beginn der Saison vorgenommen:
- Die Windsor Gotfredsons änderten ihren Namen in Windsor Staffords.
- Die Detroit Metal Mouldings wurden als Expansionsteam in die Liga aufgenommen

## Reguläre Saison

### Abschlusstabelle
Abkürzungen: GP = Spiele, W = Siege, L = Niederlagen, T = Unentschieden, OTL = Niederlage nach Overtime, GF = Erzielte Tore, GA = Gegentore, Pts = Punkte
|                            | GP | W  | L  | T | GF  | GA  | Pts |
| -------------------------- | -- | -- | -- | - | --- | --- | --- |
| Windsor Staffords          | 28 | 17 | 8  | 3 | 167 | 138 | 37  |
| Detroit Bright’s Goodyears | 28 | 13 | 9  | 6 | 154 | 128 | 32  |
| Windsor Spitfires          | 28 | 14 | 10 | 4 | 162 | 141 | 32  |
| Detroit Metal Mouldings    | 28 | 9  | 13 | 6 | 89  | 122 | 24  |
| Detroit Auto Club          | 28 | 7  | 20 | 1 | 113 | 156 | 15  |

## Turner-Cup-Playoffs
|  | Turner-Cup-Halbfinale | Turner-Cup-Halbfinale      | Turner-Cup-Halbfinale |  |  | Turner-Cup-Finale | Turner-Cup-Finale          | Turner-Cup-Finale |
|  |                       |                            |                       |  |  |                   |                            |                   |
|  |                       |                            |                       |  |  |                   |                            |                   |
|  | 1                     | Windsor Staffords          | 0                     |  |  |                   |                            |                   |
|  | 2                     | Detroit Bright’s Goodyears | 2                     |  |  |                   |                            |                   |
|  |                       |                            |                       |  |  | 2                 | Detroit Bright’s Goodyears | 0                 |
|  |                       |                            |                       |  |  | 3                 | Windsor Spitfires          | 3                 |
|  | 3                     | Windsor Spitfires          | 2                     |  |  |                   |                            |                   |
|  | 4                     | Detroit Metal Mouldings    | 1                     |  |  |                   |                            |                   |
|  |                       |                            |                       |  |  |                   |                            |                   |

## Vergebene Trophäen

### Mannschaftstrophäen
| Auszeichnung                                          | Team              |
| ----------------------------------------------------- | ----------------- |
| Turner Cup Gewinner der IHL-Playoffs                  | Windsor Spitfires |
| J. P. McGuire Trophy Bestes Team der regulären Saison | Windsor Staffords |

### Individuelle Trophäen
| Auszeichnung                                             | Spieler        | Team              |
| -------------------------------------------------------- | -------------- | ----------------- |
| James Gatschene Memorial Trophy MVP der regulären Saison | Herb Jones     | Detroit Auto Club |
| George H. Wilkinson Trophy Bester Scorer                 | Harry Marchand | Windsor Spitfires |